# اونور سعید یاران
اونور سعید یاران ترکی استانبولی: Onur Seyit Yaran؛ زادهٔ ۱۳ ژانویهٔ ۱۹۹۵) بازیگر و مدل سابق اهل ترکیه است. در ایران به دلیل ایفای نقش در مجموعۀ تلویزیونی خواهر و برادرانم شناخته شده‌است.

## زندگی‌نامه و تحصیلات
یاران در ۱۳ ژانویه ۱۹۹۵ در شهر استانبول به دنیا آمد. او یک خواهر بزرگتر از خود دارد. از سمت پدر اصالتاً اهل اردو و از سمت مادر اهل شهر سیواس است. او فارغ‌التحصیل آکادمی ورزش دانشگاه هالیج در رشتهٔ مدیریت ورزشی است. یاران در سال ۲۰۱۶ برنده مسابقه بهترین مدل ترکیه شد. در ۱۶ دسامبر ۲۰۲۱، جایزه بهترین ستاره تلویزیونی سال را در مراسم جوایز مرد سال جی‌کیو دریافت کرد. او در مراسم ۴۸مین جوایز پروانه طلایی در ۴ دسامبر ۲۰۲۲ برنده جایزه در بخش بهترین زوج مجموعۀ تلویزیونی با هم‌بازی خود سو بورجو یازگی جوشکون شد.

## حرفه

#### مدلینگ
یاران به صورت جدی فعالیت خود را از سال ۲۰۱۶ در عرصه مدلینگ و حضور در تبلیغات برندها آغاز کرد و در همین سال برنده مسابقه بهترین مدل ترکیه شد. پس از مسابقه بهترین مدل ترکیه به عنوان نماینده کشور ترکیه در مسابقه بهترین مدل جهان حاضر شد.

#### بازیگری
یاران بازیگری را از سال ۲۰۱۸ با مجموعۀ تلویزیونی پاشو بریم و ایفای نقش جانبرک دال آغاز کرد. در سال ۲۰۱۹ در مجموعۀ تلویزیونی وصلت نقش انس جلوی را ایفا کرد. او در حال حاضر از بازیگران اصلی مجموعۀ تلویزیونی خواهر و برادرانم است و نقش دوروک آتاکول را ایفا می‌کند. او با بازی موفق در این مجموعۀ تلویزیونی بسیار مورد توجه قرار گرفت.

## زندگی شخصی
یاران یکی از طرفداران تیم فوتبال گالاتاسارای است و یک خالکوبی کوچ به نشانهٔ این تیم بر روی بازویش دارد. ۸ سال به صورت حرفه‌ای فوتبال بازی کرده‌است. همچنین به بازی شطرنج علاقه دارد و شطرنج‌باز حرفه‌ای است و از سال ۲۰۰۸ تا ۲۰۱۱ در ردهٔ ملی، به بازی شطرنج مشغول بوده‌است. او به زبان‌های انگلیسی و آلمانی مسلط است. هم‌اکنون در شبکه‌اجتماعی اینستاگرام ۴/۵ میلیون دنبال‌کننده دارد.

## فیلم‌شناسی
| مجموعۀ تلویزیونی | مجموعۀ تلویزیونی  | مجموعۀ تلویزیونی | مجموعۀ تلویزیونی | مجموعۀ تلویزیونی |
| سال              | عنوان             | نقش              | شبکه             | توضیحات          |
| ---------------- | ----------------- | ---------------- | ---------------- | ---------------- |
| ۲۰۱۷             | زندگی تلخ و شیرین | دانش آموز        | استار تی‌وی       | بازیگر مهمان     |
| ۲۰۱۷–۲۰۱۹        | پاشو بریم         | جانبرک دال       | تی‌آرتی ۱         | ۷۳ قسمت          |
| ۲۰۱۹–۲۰۲۰        | وصلت              | انس جلوی         | تی‌آرتی ۱         | ۲۴ قسمت          |
| ۲۰۲۱–۲۰۲۳        | خواهر و برادرانم  | دوروک آتاکول     | آ تی‌وی           | نقش اصلی         |

## جوایز و نامزدی‌ها
| سال  | عنوان جشنواره                                        | بخش/رشته                                                   | فیلم             | نتیجه    | منبع               |
| ---- | ---------------------------------------------------- | ---------------------------------------------------------- | ---------------- | -------- | ------------------ |
| ۲۰۱۶ | بهترین مدل ترکیه                                     | مدلینگ/جایگاه اول                                          | -                | برنده    | [ ۴ ]              |
| ۲۰۱۸ | جوایز لیلی سفید                                      | موفق‌ترین بازیگر سال                                        | پاشو بریم        | برنده    | [ ۱۵ ]             |
| ۲۰۱۸ | ۴. جوایز TRNC Cyparazzi                              | موفق‌ترین بازیگر سال                                        |                  | برنده    |                    |
| ۲۰۲۱ | جوایز پروژه نظرسنجی از دانشجویان                     | بهترین بازیگر نقش مکمل مرد                                 | خواهر و برادرانم | برنده    |                    |
| ۲۰۲۱ | جوایز پروژه نظرسنجی از دانشجویان                     | بهترین زوج درام (با سو بورجو یازگی جوشکون)                 | خواهر و برادرانم | برنده    | [ ۱۶ ]             |
| ۲۰۲۱ | جوایز گوندمی تی‌وی                                    | بهترین بازیگر نقش اول مرد                                  | خواهر و برادرانم | برنده    | [ ۱۷ ]             |
| ۲۰۲۱ | جوایز گوندمی تی‌وی                                    | بهترین زوج مجموعۀ تلویزیونی (با سو بورجو یازگی جوشکون)     | خواهر و برادرانم | برنده    | [ ۱۷ ]             |
| ۲۰۲۱ | ۴۷مین جوایز پروانه طلایی                             | بهترین زوج مجموعۀ تلویزیونی (با سو بورجو یازگی جوشکون)     | خواهر و برادرانم | نامزدشده | [ ۱۸ ]             |
| ۲۰۲۱ | ۷مین جوایز طلایی ۶۱ دانشگاه استانبول                 | بهترین بازیگر نقش مکمل مرد سال                             | خواهر و برادرانم | برنده    | [ ۱۹ ]             |
| ۲۰۲۱ | جوایز مردان سال جی‌کیو                                | ستاره نوظهور سال                                           | خواهر و برادرانم | برنده    | [ ۵ ]              |
| ۲۰۲۱ | جوایز روزنامه آیاکلی                                 | ستاره جوان نوظهور سال                                      | خواهر و برادرانم | برنده    | [ ۱۸ ]             |
| ۲۰۲۲ | جوایز گوزل                                           | بهترین بازیگر مرد                                          | خواهر و برادرانم | برنده    | [ ۲۰ ]             |
| ۲۰۲۲ | جوایز گوزل                                           | بهترین زوج مجموعۀ تلویزیونی (با سو بورجو یازگی جوشکون)     | خواهر و برادرانم | برنده    | [ ۲۰ ]             |
| ۲۰۲۲ | ۶مین دوره جوایز بهترین‌های سال دانشگاه اوکان استانبول | بهترین زوج مجموعۀ تلویزیونی (با سو بورجو یازگی جوشکون)     | خواهر و برادرانم | برنده    | [ ۲۱ ]             |
| ۲۰۲۲ | ۶مین جایزه بهترین‌های سال دانشگاه هالیج               | بازیگر نوظهور سال                                          | خواهر و برادرانم | برنده    | [ ۲۲ ]             |
| ۲۰۲۲ | ۶مین جایزه بهترین‌های سال دانشگاه هالیج               | بهترین زوج مجموعۀ تلویزیونی سال (با سو بورجو یازگی جوشکون) | خواهر و برادرانم | برنده    | [ ۲۲ ]             |
| ۲۰۲۲ | ۴۸مین جوایز پروانه طلایی                             | بهترین بازیگر مرد                                          | خواهر و برادرانم | نامزدشده | [ ۱۸ ]             |
| ۲۰۲۲ | ۴۸مین جوایز پروانه طلایی                             | بهترین زوج مجموعۀ تلویزیونی (با سو بورجو یازگی جوشکون)     | خواهر و برادرانم | برنده    | [ ۶ ] [ ۷ ] [ ۱۸ ] |
| ۲۰۲۲ | ۷مین نظرسنجی بهترین‌های سال پلتفرم از دخترها بپرسید   | بهترین زوج مجموعۀ تلویزیونی سال (با سو بورجو یازگی جوشکون) | خواهر و برادرانم | برنده    | [ ۲۳ ]             |

## واژه‌نامه
1. ↑  Best Model of Turkey
2. ↑  Best Model of World